# Białogard (gmina wiejska)
Białogard – gmina wiejska w Polsce położona w północnej części województwa zachodniopomorskiego, w powiecie białogardzkim. Siedzibą gminy jest miasto Białogard, które nie wchodzi w skład gminy, jest osobną gminą miejską. Jest to jedyna gmina wiejska w powiecie.
Według danych z 31 grudnia 2016 r. gmina miała 7767 mieszkańców. Natomiast według danych z 31 grudnia 2017 roku gminę zamieszkiwały 7682 osoby.
Miejsce w województwie (na 114 gmin):

powierzchnia 16., ludność 50.
Gmina stanowi 38,8% powierzchni powiatu.

## Położenie
Gmina znajduje się w północnej części województwa zachodniopomorskiego, w środkowej części powiatu białogardzkiego. Gmina leży na Równinie Białogardzkiej. Przez gminę przepływają rzeki: Parsęta, wpadająca do niej Radew (wyznaczająca część północnej granicy gminy) oraz mniejszy dopływ Parsęty, Liśnica przez które prowadzi szlak kajakowy. Tereny leśne zajmują 33% powierzchni gminy, a użytki rolne 56%.
Sąsiednie gminy:
- Białogard (miejska), Karlino i Tychowo (powiat białogardzki)
- Biesiekierz i Świeszyno (powiat koszaliński)
- Połczyn-Zdrój, Rąbino i Sławoborze (powiat świdwiński)

Do 31 grudnia 1998 r. wchodziła w skład województwa koszalińskiego.
Najwyższy punkt gminy to wzniesienie Iwki niedaleko Rychówka o wysokości 114,87 m n.p.m., natomiast najniższy punkt o wysokości 11,3 m n.p.m. leży u ujścia rzeki Radwi do Parsęty.

## Demografia
Według danych z 31 grudnia 2016 r. gmina miała 7767 mieszkańców. Gminę zamieszkuje 16,1% ludności powiatu. Gęstość zaludnienia wynosi 23,7 osoby na km².

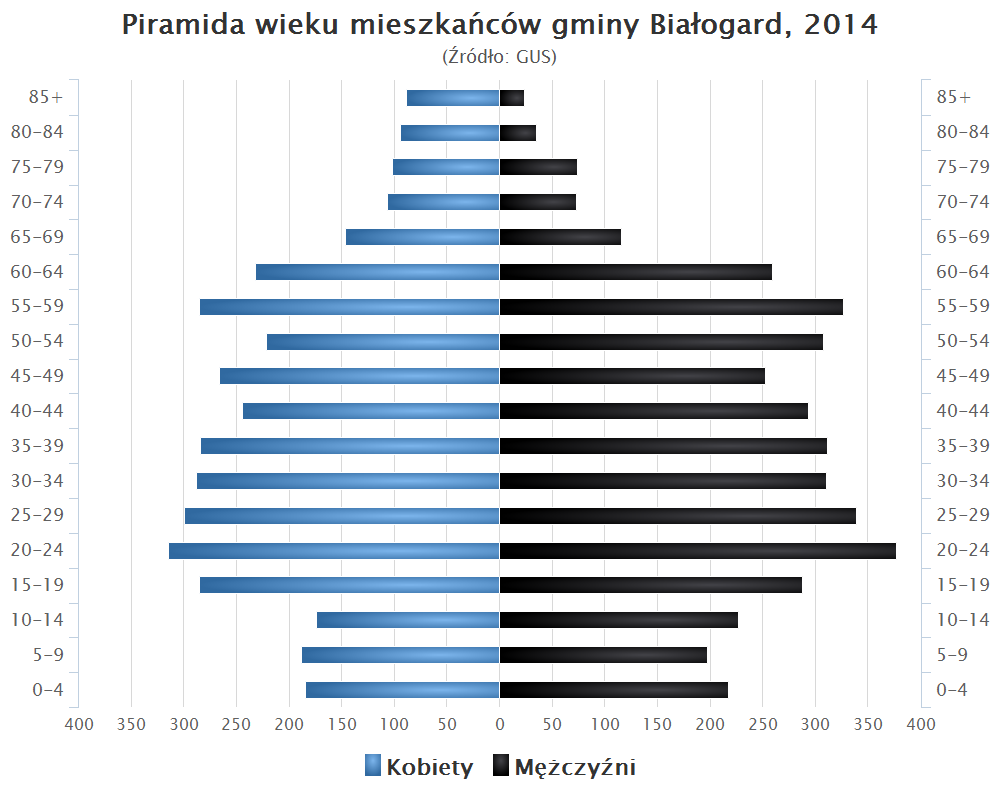
Piramida wieku mieszkańców gminy Białogard w 2014 roku

Dane z 31 grudnia 2016 r.:
| Opis      | Ogółem | Ogółem | Kobiety | Kobiety | Mężczyźni | Mężczyźni |
| --------- | ------ | ------ | ------- | ------- | --------- | --------- |
| Jednostka | osób   | %      | osób    | %       | osób      | %         |
| Populacja | 7767   | 100    | 3771    | 48,55   | 3996      | 51,45     |

## Komunikacja

### Transport drogowy
Przez gminę Białogard prowadzą następujące drogi wojewódzkie:
- 163 łącząca Białogard z Karlinem (8 km) przez Byszyno (9 km) do Połczyna-Zdroju (31 km)
- 169 z Byszyna w kierunku Tychowa (14 km)
- 166 z Białogardu do drogi krajowej nr 6 w kierunku Koszalina (7 km).

### Transport kolejowy
Miasto Białogard jest węzłem kolejowym, uzyskało połączenie już w 1859 r. po doprowadzeniu linii ze Szczecina do Koszalina, 11 lat później linia została przedłużona do Gdańska. Także w 1859 r. wybudowano drugą ważną linię z Kołobrzegu, w 1878 r. przedłużoną do Szczecinka, a rok później do Poznania. W 1895 r. otwarto wąskotorową linię kolejową do Świelina, a w 1909 r. do Rarwina. Obie linie miały rozstaw torów 750 mm, a krótko po II wojnie światowej zmieniono rozstaw w obu liniach na 1000 mm oraz zbudowano odcinek z Rarwina do Lepina. Pod koniec lat 80. XX wieku obie linie normalnotorowe zostały zelektryfikowane. W 1991 r. zamknięto linię Białogard Wąsk.- Lepino Trójkąt, a 5 lat później tę do Świelina. Obecnie w gminie czynne są 3 stacje: Czarnowęsy Pomorskie, Kościernica i Nosówko (na trasie Szczecin – Gdańsk).

### Poczta
Gminę obsługują urzędy pocztowe w Białogardzie.

## Zabytki
Na terenie gminy znajduje się 16 zabytków nieruchomych, które chronione są prawem (stan na dzień 31 grudnia 2008):
- zespół pałacowy w Podwilczu
- kościoły w Białogórzynie, Pomianowie, Żytelkowie, Łęcznie, Stanominie, Rarwinie, Podwilczu
- parki dworski i pałacowe w Kamosowie, Laskach, Nasutowie, Nawinie, Rarwinie, Stanominie
- cmentarz w Dargikowie

## Administracja i samorząd
W 2016 r. wykonane wydatki budżetu gminy wynosiły 29,9 mln zł, a dochody budżetu 30,2 mln zł. Zobowiązania samorządu (dług publiczny) według stanu na koniec 2016 r. wynosiły 19,4 mln zł, co stanowiło 64,5% poziomu dochodów.
Mieszkańcy gminy Białogard razem z mieszkańcami gminy Tychowo wybierają 5 radnych do Rady Powiatu w Białogardzie, a radnych do Sejmiku Województwa Zachodniopomorskiego w okręgu nr 3. Posłów na Sejm wybierają z okręgu wyborczego nr 40, senatora z okręgu nr 99, a posłów do Parlamentu Europejskiego z okręgu nr 13.
Gmina wiejska Białogard jest obszarem właściwości Sądu Rejonowego w Białogardzie i Sądu Okręgowego w Koszalinie. Gmina (właśc. powiat białogardzki) jest obszarem właściwości miejscowej Samorządowego Kolegium Odwoławczego w Koszalinie.

## Podział administracyjny
Gmina wiejska Białogard utworzyła 33 jednostek pomocniczych, będących sołectwami.
SołectwaBiałogórzyno, Buczek, Byszyno, Czarnowęsy, Dargikowo, Dębczyno, Góry, Gruszewo, Klępino Białogardzkie, Kościernica, Laski, Lulewice, Lulewiczki, Łęczno, Moczyłki, Nasutowo, Nawino, Nosówko, Pękanino, Podwilcze, Pomianowo, Pustkowo, Rarwino, Redlino, Rogowo, Rościno, Rychowo, Rychówko, Rzyszczewo, Zagórze, Żeleźno, Żelimucha i Żytelkowo

## Miejscowości
WsieBiałogórzyno, Buczek, Byszyno, Czarnowęsy, Dargikowo, Dębczyno, Góry, Gruszewo, Kamosowo, Klępino Białogardzkie, Kościernica, Laski, Lulewice, Lulewiczki, Łęczno, Moczyłki, Nasutowo, Nawino, Nosówko, Pękanino, Podwilcze, Pomianowo, Pustkowo, Rarwino, Redlino, Rogowo, Rościno, Rychowo, Rychówko, Rzyszczewo, Stanomino, Zagórze, Zaspy Małe, Żeleźno, Żelimucha, Żytelkowo
OsadyBiałogórzynko, Leśniki, Liskowo, Łęczenko, Łęczynko, Pękaninko, Przegonia, Pustkówko, Sińce, Stajkowo, Strzelec, Tarpnowo, Trzebiele, Wronie Gniazdo, Wygoda, Ząbki i Żabiniec
Dawne miejscowościKobylica.

## Współpraca międzynarodowa
- Amt Dömitz-Malliß, (Niemcy) od 2001[9]